# Michel Braudeau
Michel Braudeau, né le 12 mai 1946 à Niort (Deux-Sèvres), est un romancier et critique littéraire. Il a été feuilletoniste au Monde des livres, rédacteur en chef de La Nouvelle Revue française entre 1999 et 2010.

## Œuvre
- L'Amazone, Paris, Le Seuil, coll. « Écrire », 1966, 70 p. (ISBN 978-2-02-000427-5)Epuisé, rééd. Points, 1988  (ISBN 9782020102643)
- Vaulascar, Paris, Le Seuil, coll. « Cadre rouge », 1977, 318 p. (ISBN 978-2-02-004696-1).
- Passage de la Main-d'Or : roman, Paris, Le Seuil, 1980, 219 p. (ISBN 2-02-005599-6, BNF 34640493).
- Fantôme d'une puce, Paris, Le Seuil, coll. « Cadre rouge », 1982, 248 p. (ISBN 978-2-02-006245-9).
- Naissance d'une passion, Paris, Le Seuil, coll. « Cadre rouge », 1985, 474 p. (ISBN 978-2-02-008892-3)Prix Médicis 1985
- L'Objet perdu de l'amour, Paris, Le Seuil, coll. « Cadre rouge », 1988, 535 p. (ISBN 978-2-02-010281-0).
- Malaval, Bouchemaine, France, Présence de l'art contemporain, 1989.
- Le Livre de John, Paris, Le Seuil, coll. « Cadre rouge », 1992, 307 p. (ISBN 978-2-02-013491-0).
- Mon ami Pierrot, Paris, Le Seuil, coll. « Cadre rouge », 1993, 188 p. (ISBN 978-2-02-020775-1).
- Esprit de mai, Paris, Éditions Gallimard, coll. « Blanche », 1995, 149 p. (ISBN 978-2-07-074253-0).
- Loin des forêts, Paris, Éditions Gallimard, coll. « Blanche », 1997, 335 p. (ISBN 978-2-07-074953-9).
- La Non-personne, Paris, Éditions Gallimard, coll. « L'un et l'Autre », 2000, 102 p. (ISBN 978-2-07-075793-0).
- L'Interprétation des singes, Paris, Éditions Stock, 2001, 680 p. (ISBN 978-2-234-05429-5).
- Le Monarque et autres sujets, Paris, Éditions Gallimard, coll. « Le cabinet des lettrés », 2001, 120 p. (ISBN 978-2-07-076285-9).
- Six excentriques, Paris, Éditions Gallimard, coll. « Blanche », 2003, 95 p. (ISBN 978-2-07-076868-4).
- Retour à Miranda, Paris, Éditions Gallimard, coll. « Blanche », 2003, 369 p. (ISBN 978-2-07-073454-2).
- Le Rêve amazonien, Paris, Éditions Gallimard, coll. « Blanche », 2004, 75 p. (ISBN 978-2-07-077049-6).
- L'Usage des saints, Paris, Éditions Gallimard, coll. « Blanche », 2004, 92 p. (ISBN 978-2-07-077316-9).
- L'Étoile de Malaval, Bordeau, France, suivi de Attention à la peinture, William Blake And Co, 2005, 64 p. (ISBN 978-2-84103-150-4).
- Sarabande, Paris, Éditions Gallimard, coll. « Blanche », 2006, 253 p. (ISBN 978-2-07-078154-6)
- Faussaires éminents, Paris, Éditions Gallimard, coll. « Blanche », 2006, 77 p. (ISBN 978-2-07-077717-4).
- Café : Cafés, Paris, Le Seuil, coll. « Fiction & Cie », 2007, 120 p. (ISBN 978-2-02-096395-4)
- Zoo : Chroniques littéraires 1977-2008, Paris, Éditions Gallimard, coll. « Les Cahiers de la NRF », 2010, 463 p. (ISBN 978-2-07-012405-3).
- Place des Vosges, Paris, Le Seuil, coll. « Fiction et Cie », 2017, 160 p. (ISBN 978-2-02-134295-6).
- Rue de Beaune, Stock, 2018.
- La Porte dorée, Stock, 2021.
- Le Raspail vert, Stock, 2024.

### En collaboration
- Michel Braudeau, et Jonathan Bougard, L'ennemi, Paris, Les étoiles et les cochons, 1999, 36 p. (ISBN 2-91-1995-21-X).
- Michel Braudeau, Lakis Proguidis, Dominique Viart et Jean-Pierre Salgas, Le Roman français contemporain, Paris, Publications ADPF, 2002, 174 p. (ISBN 978-2-911127-93-9).
- Pierre Encrevé et Michel Braudeau, Conversations sur la langue française, Paris, Éditions Gallimard, coll. « Blanche », 2007, 191 p. (ISBN 978-2-07-078359-5).
- Michel Braudeau et Jacques Réda, En toutes lettres... : Cent ans de littérature à la Nouvelle Revue Française, Paris, Éditions Gallimard, coll. « Livres d'art », 2009, 104 p. (ISBN 978-2-07-012480-0).

### Traductions
- Structures syntaxiques de Noam Chomsky, traduit de l'américain, Paris, Le Seuil, 1969.
- Psychiatrie et anti-psychiatrie de David Cooper, traduit de l'anglais (Afrique du Sud), Paris, Le Seuil, 1970.
- Magie : aspects de la tradition occidentale de Francis King, Paris, Le Seuil, 1975.
- Une grammaire à l'usage des vivants : essai sur les actes politiques de David Cooper, Paris, Le Seuil, 1976.
- Quarante peintures fantastiques de Simon Watney, traduit de l'anglais, Paris, Éditions du Chêne, 1977.
- William Blake de William Vaughan, traduit de l'anglais, Paris, Éditions du Chêne, 1978.